# مرجان لوله‌ارگی
مرجان لوله‌ارگی (نام علمی: Tubipora musica) نام یک گونه از راسته هشت‌مرجانیان است.